# Tommy Emmanuel
Tommy Emmanuel (* 31. května 1955 Muswellbrook, Nový Jižní Wales) je australský kytarista, který je po světě proslulý hlavně díky svému komplexnímu fingerpicking (Travis finger picking) stylu, energickému vystupování a používání perkusivního způsobu hry na kytaru.

## Biografie
Narodil se v Upper Hunteru v Muswellbrooku v Novém Jižním Walesu v Austrálii. Svoji první kytaru dostal již ve 4 letech, kdy ho jeho matka učila proto, aby jí dělal doprovod. V sedmi letech uslyšel v rádiu Cheta Atkinse a tento moment se stal jeho celoživotní motivací.
Už v devíti, v roce 1964, pracoval jako profesionální muzikant a když jeho otec začal rozpoznávat hudební nadání Tommyho a jeho bratra Phila, rozhodl se vytvořit rodinnou kapelu. Rodina prodala dům a dala se na muzikantskou kočovnou cestu. Bydleli ve dvou karavanech a většinu jeho mládí tedy strávil cestováním napříč Austrálií, hraním na rytmickou kytaru a zřídka zavítal i do školy. Rodina to neměla lehké, byli chudí a často měli hlad a nikdy nesetrvali na jednom místě. Jejich otec chtěl často jet dál a dál, organizoval rozhovory, dělal reklamu a hledal místní hudební kluby, kde by mohli příští den vystupovat. Časem také New South Wales Department of Education naléhal, aby Emmanuelovy děti začaly chodit do školy pravidelně.
Po smrti jeho otce (1966) se rodina usadila v Parkesu. Nakonec se přestěhovali do Sydney a zde také vyhrál seriál soutěží talentovaných kytaristů, když mu bylo pouhých 11 let. Během sedmdesátých let hrál na bicí se svým bratrem Philem ve skupině GOLDRUSH. Další význačnost své osoby získal v pozdních sedmdesátých letech, kdy hrál jako hlavní kytarista v The Southern Star Band, vedlejší skupině zpěváka Douga Parkinsona.
V období raných osmdesátek se připojil k znovu sestavené sedmdesátkové skupině DRAGON, se kterými hodně cestoval a také se k nim v roce 1987 připojila na turné Tina Turner, avšak rok poté tuto skupinu opustil a vydal se na sólovou dráhu. Za svou kariéru hrál s mnoha vynikajícími hudebníky - Chetem Atkinsem, Erikem Claptonem, Sirem Goergem Martim, Johnem Denverem atd.
V roce 1994 se stal členem kapely Farnhama – australského hudebního veterána, který ho pozval, aby hrál na kytaru vedle Stuarta Frasera na Koncertu pro Rwandu. Jeho turné po světě se odehrávají na malých (například divadelní jeviště), ale i velkých (koncertní haly atd.) dějištích. Samotné koncerty pak bývají velmi populární díky jeho efektnímu, energickému a téměř vždy originálnímu jevištnímu vystupování.
V roce 2007 musel na nějakou dobu přerušit své vystupování kvůli srdečním problémům, které byly způsobeny jeho hektickým způsobem života (během roku odehraje přes 340 vystoupení), ale na začátku roku 2008 se opět vrátil v plné síle.

## Hudební styl
Tommyho ovlivnil Atkinsonův styl hraní (fingerpicking) kdy palec ruky hraje basovou linku a ostatní dva nebo tři prsty hrají melodii. Co do žánrů hraje hlavně folk, rock, pop a blues. Jako sólista nikdy nehraje s kulisou nějakých hudebních nahrávek a snaží se používat minimum efektů, ale čas od času na koncertech také hraje se smyčcovými kvartety a jinými kytaristy. Ačkoliv Tommy nikdy nechodil na žádné hodiny hudby, je řazen k jedněm z nejlepších kytaristů a má fanoušky po celém světě.

## Ocenění
1998 byl nominován na cenu Grammy v kategorii County instrumental performance za song Smokey Mountain Lulaby (duet s Chetem Atkinsnem), ale nevyhrál.
V roce 2007 vyhrála jeho skladba Gameshow Rag/Cannonball rag cenu instrumentální skladba roku na 35th Country Music Festivalu, v témže roce byla nominována na cenu Grammy v kategorii Best Country Instrumental Performance.
V květnu roku 2008 byl ve čtenářské anketě časopisu Guitar Player Magazine zvolen nejlepším akustickým kytaristou.

## Diskografie
- 1979 From Out Of Nowhere
- 1987 Up From Down Under
- 1990 Dare to Be Different
- 1992 Determination
- 1993 The Journey
- 1993 The Journey Continues
- 1994 Back On Azubazi
- 1995 Initiation
- 1995 Terra Firma (s Philem Emmanuelem)
- 1995 Classical Gas (s Australian Filharmonic Orchestra)
- 1996 Can't Get Enough
- 1997 Midnight Drive
- 1997 Day Finger Pickers Took Over The World (s Chetem Atkinsem)
- 1998 Collaboration
- 2000 Only
- 2001 Greatest Hits
- 2004 Endless Road
- 2004 The Great Tommy Emmanuel
- 2005 Live One
- 2006 Happy Hour (s Jimem Nicholsnem)
- 2006 The Mystery
- 2008 Center Stage
- 2009 Just Between Frets (s Frank Vignola)
- 2010 Little by Little (Sony)
- 2011 All I Want for Christmas